# Honeoye Falls
Honeoye Falls – wieś w Stanach Zjednoczonych, w stanie Nowy Jork, w hrabstwie Monroe.